# Kleverschusskreuz

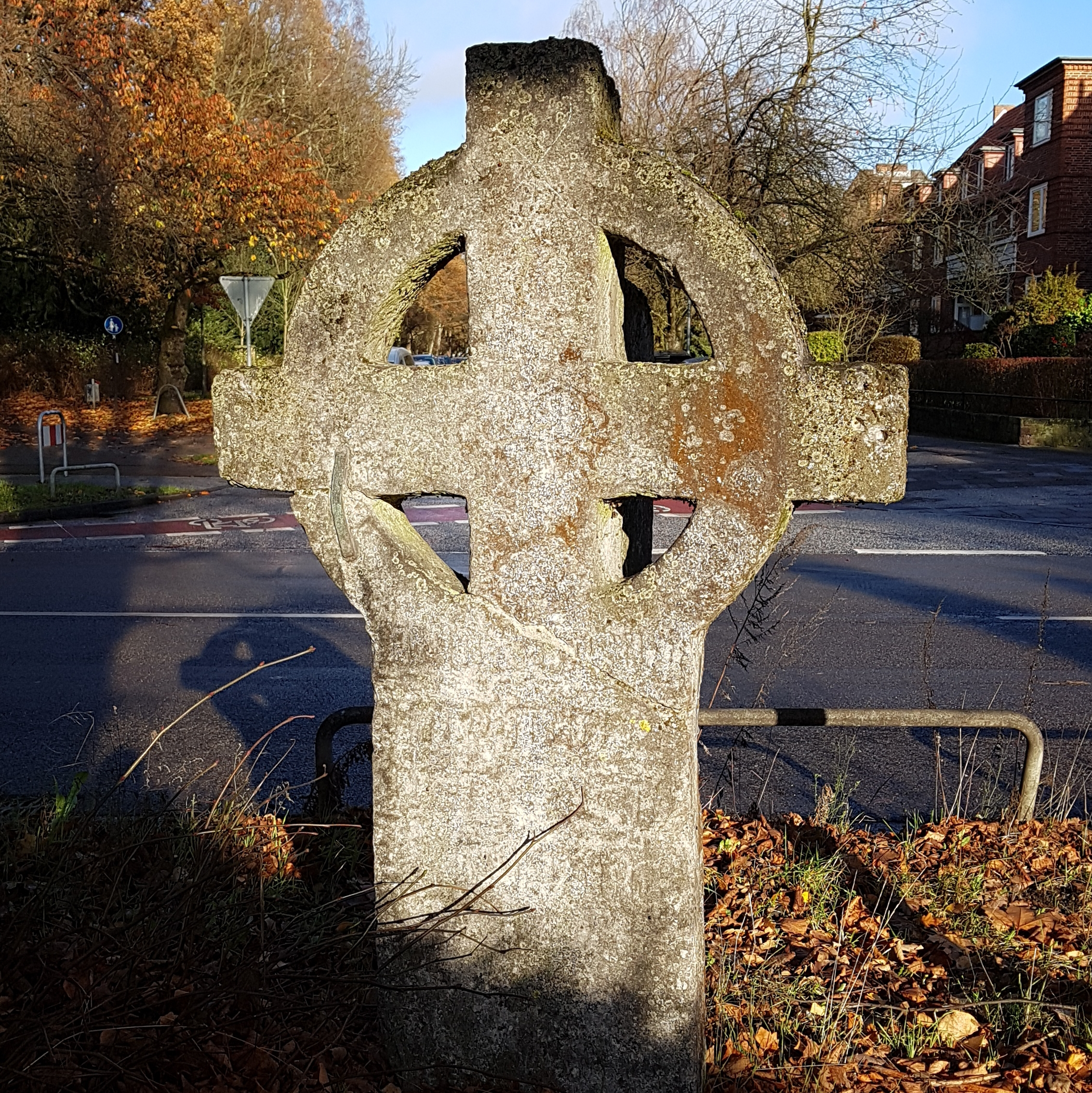
Das Kleverschusskreuz von 1436 in der Roeckstraße (2020)

Das Kleverschusskreuz  (auch: Klever Schusskreuz oder Wilsnacker Kreuz) ist ein Wegekreuz aus der ersten Hälfte des 15. Jahrhunderts in der Hansestadt Lübeck. Das Steinkreuz aus Kalkstein wies Pilgern den Weg zur Wunderblutkirche in Bad Wilsnack (Brandenburg). Eine Meile des Wegs zur Wunderblutkirche, der häufig barfuß angetreten wurde, gab dem Pilger einen Tag Ablass.
Das Kreuz ist etwa 1,70 Meter hoch und einen Meter breit. Es besteht aus gotländischem Kalkstein.

## Geschichte
Das in 135 Kilometer Luftlinie entfernt liegende Wilsnack war nach 1383 durch die Blutwunder-Hostien einer der bedeutendsten Wallfahrtsorte Europas geworden. Der Lübecker Bürger Johann von der Heyde ließ 1436 das Radkreuz aus Gotländer Kalkstein anfertigen und im heutigen Lübecker Stadtteil St. Gertrud an der Gabelung der Heerstraßen nach Wismar und in die Mark Brandenburg aufstellen. Die Straßen heißen jetzt im Stadtgebiet Arnimstraße und Marlistraße. Früher war die Verbindung über Schwerin, Grabow, Perleberg und Havelberg als der Dreibrückenweg bekannt. Neben der Mark Brandenburg ging es über diese Straße auch in die Magdeburger Gegend. Unmittelbar nördlich von Wilsnack kam noch die Straße von Wismar und Rostock über Meyenburg und Pritzwalk hinzu. Das Wallfahrtsziel lag also verkehrsgünstig an einem Knoten von vielgenutzten Handelswegen.
Das Kreuz trägt die stark verwitterte mittelniederdeutsche Inschrift „biddet got for den ghever des wisers na der wilsnak“ (Bittet Gott für den Stifter des Wegweisers nach Wilsnack). In der Mitte der Kreuzarme ist das Pilgerzeichen Wilsnacks, drei Hostien jeweils in einem Kreis, eingehauen. Am rechten Kreuzarm, der aus der Stadt zeigt, befinden sich drei Löcher, an denen eine Hand aus Bronze als Richtungszeichen angebracht gewesen sein soll. 1520 verbreitete der Verlag des Lübecker Buchdruckers Steffen Arndes Drucke der Wilsnacker Blutwunderlegende unter dem Titel Historia inventionis et ostensionis vivifici Sacramenti, ebenso ein Jahr später Ludwig Dietz in Rostock.
Wilsnack verlor seine Bedeutung als Wallfahrtsort nach der Reformation und nachdem der erste lutherische Geistliche der Stadt, Joachim Ellefeld, die Bluthostien 1552 verbrannt hatte. 
Den Namen Kleverschusskreuz verdankt das Wegekreuz einer Sage, die nach der Reformation entstand. Dem Kaufmannsgesellen Hans Klever wurde Mord an seinem Freund vorgeworfen; man hielt ihn im Absalonsturm nahe dem Hüxtertor am Hüxterdamm gefangen. Er beteuerte seine Unschuld und erklärte, der Schuss habe sich versehentlich gelöst. Zum Beweis seiner Zielsicherheit schoss Klever dreimal auf das Kreuz. Dass es sich bei den drei Löchern im rechten Kreuzarm um Einschusslöcher handelt, ist nicht nachgewiesen.
1963 wurde das Kreuz durch ein Auto, das dagegen geschleudert war, beschädigt und brach in zwei Teile. 
Die Beschädigung ist an einem Riss auf der linken Vorderseite erkennbar. Bei der Restaurierung wurde eine Metallklammer eingefügt und auf der Rückseite zur Stabilisierung eine steinerne Strebe angebracht.
Nach der Restaurierung wurde das Kreuz am 25. Mai 1966 einige Meter von seinem früheren Standort an der westlichen Seite der heutigen Roeckstraße gegenüber der Einmündung zur Krügerstraße in Höhe des Grundstücks 42 zwischen Fahrbahn und Fußweg im Schutze eines Alleebaumes aufgestellt.

## Bedeutung
Die Bedeutung des Kleverschusskreuzes liegt in seiner Ausformung als in Deutschland seltenes Ringkreuz in Form eines Keltenkreuzes. Das einzige weitere Kreuz dieser Art in der Region ist das Ansveruskreuz bei Ratzeburg. Solche Kreuze sind sonst nur im keltischen Gegenden sowie auf Gotland verbreitet.